# 李钦峰
李钦峰（1969年10月—），男，山西祁县人，中华人民共和国外交官，现任中华人民共和国驻中非共和国特命全权大使。

## 生平
李钦峰毕业于北京第二外国语学院英语专业。1992年6月，加入中国共产党。8月，进入中华人民共和国外交部工作，先后在外交部亚洲司、驻菲律宾大使馆、驻新加坡大使馆、驻斯里兰卡大使馆和外交部国外工作局任职，期间曾赴美国乔治·华盛顿大学国际政策与实践专业和南开大学APEC研究院世界经济专业学习。2008年，任驻菲律宾大使馆参赞。2011年，任驻圭亚那大使馆参赞，2013年8月职级升为副司级。2014年，任外交部边界与海洋事务司参赞。2015年，挂职唐山市副市长。2017年，任外交部离退休干部局副局长。2023年1月，出任中华人民共和国驻中非大使。